# Longicoccus affinis
Longicoccus affinis är en insektsart som först beskrevs av Ter-grigorian 1967.  Longicoccus affinis ingår i släktet Longicoccus och familjen ullsköldlöss.
Artens utbredningsområde är Armenien. Inga underarter finns listade i Catalogue of Life.